# Эйфукутё (станция)
Станция Эйфукутё (яп. 永福町駅 эйфукутё эки) — железнодорожная станция на линиях Инокасира, расположенная в специальном районе Сугинами, Токио. Станция была открыта 1 августа 1933 года.

## Планировка станции
4 пути и 2 платформы островного типа.
| 1 | ■ Линия Инокасира | Кугаяма ・ Китидзёдзи                |
| 2 | ■ Линия Инокасира | Кугаяма ・ Китидзёдзи                |
| 3 | ■ Линия Инокасира | Мэйдаймаэ ・ Симо-Китадзава ・ Сибуя |
| 4 | ■ Линия Инокасира | Мэйдаймаэ ・ Симо-Китадзава ・ Сибуя |

## Близлежащие станции
| «               | «               | Вид обслуживания | »               | »               |
| Линия Инокасира | Линия Инокасира | Линия Инокасира  | Линия Инокасира | Линия Инокасира |
| --------------- | --------------- | ---------------- | --------------- | --------------- |
| Мэйдаймаэ       | Мэйдаймаэ       | Express          | Кугаяма         | Кугаяма         |
| Мэйдаймаэ       | Мэйдаймаэ       | Local            | Ниси-Эйфуку     | Ниси-Эйфуку     |